# Taça Challenge de Voleibol Masculino
A Taça Challenge de Voleibol Masculino (português europeu) ou Copa Challenge de Voleibol Masculino (português brasileiro), é uma competição continental de clubes de voleibol masculino organizado pela Confederação Europeia de Voleibol (CEV). É a terceira competição mais importante a nível de clubes da Europa. Entre a época 1980–81 e 2007, a competição foi disputada sob a designação de Copa CEV.

## Histórico

### Taça CEV
| Edição           | Final                   | Final     | Final                   |
| Edição           | Campeão                 | Resultado | Vice-campeão            |
| ---------------- | ----------------------- | --------- | ----------------------- |
| 1980–81 Detalhes | AS Cannes               |           | Loreto (AN)             |
| 1981–82 Detalhes | Starlift Voorburg       |           | Toseroni Roma           |
| 1982–83 Detalhes | Panini Modena           |           | Orion Doetinchem        |
| 1983–84 Detalhes | Panini Modena           |           | Casio Milano            |
| 1984–85 Detalhes | Panini Modena           |           | Partizan Beograd        |
| 1985–86 Detalhes | Kutiba Falconara        |           | Bosna Sarajevo          |
| 1986–87 Detalhes | Ener-Mix Milano         |           | Santal Parma            |
| 1987–88 Detalhes | Avtomobilist Leningrado |           | Ciesse Padova           |
| 1988–89 Detalhes | Avtomobilist Leningrado |           | Petrarca Padova         |
| 1989–90 Detalhes | Moerser Sportclub 1985  |           | Partizan Beograd        |
| 1990–91 Detalhes | Sisley Treviso          |           | Radiotechnik Riga       |
| 1991–92 Detalhes | Maxicono Parma          |           | Charro Padova           |
| 1992–93 Detalhes | Sisley Treviso          |           | Charro Padova           |
| 1993–94 Detalhes | Petrarca Padova         |           | Samotlor Nizhievartovsk |
| 1994–95 Detalhes | Pallavolo Parma         | 3–0       | Orestiada               |
| 1995–96 Detalhes | Alpitour Traco Cuneo    |           | Edilcuoghi Ravenna      |
| 1996–97 Detalhes | Area Ravenna            |           | Netaş Istanbul          |
| 1997–98 Detalhes | Sisley Treviso          |           | Knack Roeselare         |
| 1998–99 Detalhes | Palermo Volley          |           | Knack Roeselare         |
| 1999–00 Detalhes | Roma Volley             |           | Casa Unibon Modena      |
| 2000–01 Detalhes | Lube Banca Macerata     |           | Casa Unibon Modena      |
| 2001–02 Detalhes | Noicom Cuneo            | 3–1       | Lokomotiv Belgorod      |
| 2002–03 Detalhes | Sisley Treviso          | 3–0       | Lube Banca Macerata     |
| 2003–04 Detalhes | Kerakoll Modena         | 3–2       | Coprasystel Piacenza    |
| 2004–05 Detalhes | Lube Macerata           | 3–2       | Son Amar Palma Mallorca |
| 2005–06 Detalhes | Lube Macerata           | 3–0       | Iskra Odintsovo         |
| 2006–07 Detalhes | Fakel Novy Urengoy      | 3–0       | Copra Piacenza          |

### Taça Challenge
| Edição           | Final                                           | Final                                           | Final                                           |
| Edição           | Campeão                                         | Resultado                                       | Vice-campeão                                    |
| ---------------- | ----------------------------------------------- | ----------------------------------------------- | ----------------------------------------------- |
| 2007–08 Detalhes | Cimone Modena                                   | 3–1                                             | Lokomotiv-Izumrud                               |
| 2008–09 Detalhes | Arkas Spor Izmir                                | 3–2                                             | Jastrzebski Wegiel SA                           |
| 2009–10 Detalhes | RPA Perugia                                     | 3–0                                             | Mladost Zagreb                                  |
| 2010–11 Detalhes | Lube Banca Macerata                             | 3–0, 3–2                                        | Arkas Spor Izmir                                |
| 2011–12 Detalhes | AZS Częstochowa                                 | 3–1, 2–3 (18–16 g.s.)                           | AZS Politechnika Warszawa                       |
| 2012–13 Detalhes | Copra Elior Piacenza                            | 3–0, 3–0                                        | Ural Ufa                                        |
| 2013–14 Detalhes | Fenerbahçe Grundig                              | 2–3, 3–0                                        | Andreoli Latina                                 |
| 2014–15 Detalhes | OK Vojvodina                                    | 3–1, 2–3                                        | Benfica                                         |
| 2015–16 Detalhes | Calzedonia Verona                               | 3–2, 3–2                                        | Fakel Novy Urengoy                              |
| 2016–17 Detalhes | Fakel Novy Urengoy                              | 3–1, 3–1                                        | Chaumont Volley-Ball 52                         |
| 2017–18 Detalhes | Porto Robur Costa                               | 3–1, 3–1                                        | Olympiacos Piraeus                              |
| 2018–19 Detalhes | Belogorie Belgorod                              | 2–3, 3–0                                        | Volley Milano                                   |
| 2019–20 Detalhes | Edição cancelada devido à pandemia de COVID-19. | Edição cancelada devido à pandemia de COVID-19. | Edição cancelada devido à pandemia de COVID-19. |
| 2020–21 Detalhes | Powervolley Milano                              | 3–2, 3–2                                        | Ziraat Bankası                                  |
| 2021–22 Detalhes | Narbonne Volley                                 | 0–3, 3–1 (21–19 g.s.)                           | Halkbank Ankara                                 |
| 2022–23 Detalhes | Olympiacos Piraeus                              | 3–0, 3–0                                        | Maccabi Tel Aviv                                |
| 2023–24 Detalhes | Projekt Warszawa                                | 3–1, 3–1                                        | Mint Vero Volley Monza                          |

Fonte: CEV

## Títulos

### Por equipa
| Equipa                                | Títulos | Anos                         |
| ------------------------------------- | ------- | ---------------------------- |
| Modena Volley                         | 5       | 1983, 1984, 1985, 2004, 2008 |
| Sisley Treviso                        | 4       | 1991, 1993, 1998, 2003       |
| Lube Civitanova                       | 4       | 2001, 2005, 2006, 2011       |
| Avtomobilist Leningrado               | 2       | 1988, 1989                   |
| Pallavolo Parma                       | 2       | 1992, 1995                   |
| Piemonte Volley                       | 2       | 1996, 2002                   |
| Fakel Novy Urengoy                    | 2       | 2007, 2017                   |
| AS Cannes                             | 1       | 1981                         |
| Starlift Voorburg                     | 1       | 1982                         |
| Kutiba Falconara                      | 1       | 1986                         |
| Casio Milano                          | 1       | 1987                         |
| Moerser Sportclub 1985                | 1       | 1990                         |
| Petrarca Padova                       | 1       | 1994                         |
| Edilcuoghi Ravenna                    | 1       | 1997                         |
| Palermo Volley                        | 1       | 1999                         |
| Roma Volley                           | 1       | 2000                         |
| Arkas Spor Izmir                      | 1       | 2009                         |
| RPA Perugia                           | 1       | 2010                         |
| AZS Częstochowa                       | 1       | 2012                         |
| Pallavolo Piacenza                    | 1       | 2013                         |
| Fenerbahçe Grundig                    | 1       | 2014                         |
| OK Vojvodina                          | 1       | 2015                         |
| Verona Volley                         | 1       | 2016                         |
| Porto Robur Costa                     | 1       | 2018                         |
| Locomotiv Belgorod/Belogorie Belgorod | 1       | 2019                         |
| Powervolley Milano                    | 1       | 2021                         |
| Narbonne Volley                       | 1       | 2022                         |
| Olympiacos Piraeus                    | 1       | 2023                         |
| Projekt Warszawa                      | 1       | 2024                         |

### Por país
| País            | Títulos |
| --------------- | ------- |
| Itália          | 28      |
| Rússia          | 3       |
| Turquia         | 2       |
| União Soviética | 2       |
| França          | 2       |
| Polónia         | 2       |
| Alemanha        | 1       |
| Países Baixos   | 1       |
| Sérvia          | 1       |
| Grécia          | 1       |

## Ligações Externas
- «Página oficial da CEV» (em inglês)
- «Página oficial da FIVB» (em inglês)